# Hohtenn
Hohtenn foi uma comuna da Suíça, no Cantão Valais, com cerca de 233 habitantes. Estendia-se por uma área de 7,06 km², de densidade populacional de 33 hab/km². Confinava com as seguintes comunas: Niedergesteln, Steg. 
A língua oficial nesta comuna era o Alemão.

## História
Em 1 de janeiro de 2009, passou a formar parte da comuna de Steg-Hohtenn.